# Agios Epiphanios
Agios Epiphanios era una pequeña aldea turcochipriota situada en la región Solea de Chipre, a tres kilómetros al occidente de Linou, a ocho kilómetros al sur de Lefka / Lefke y a un kilómetro al noroeste de Flasou. 
Agios Epiphanios significa "San Epifanio" en griego. En el pasado, los turcochipriotas utilizaban el nombre Aybifan para la aldea, muy probablemente una corrupción de Agios Epiphanios. En 1958, los turcochipriotas aprobaron el nombre alternativo Esendağ, que significa "montaña de viento."

## Conflicto Intercomunal
Agios Epiphanios era un pueblo mixto hasta 1931. En 1991 había 44 turcochipriotas y 30 grecochipriotas. Los grecochipriotas abandonaron el pueblo en algún momento antes de 1946. De 1946 a 1960, el pueblo fue el único habitado por los turcochipriotas. 
Aunque la población ha fluctuado en las primeras décadas del siglo XX, disminuyó constantemente, pasando de 74 en 1891 a 66 en 1960.
Un número desconocido de los habitantes turcos de Agios Epiphanios / Esendağ fueron desplazadas en 1958, y algunos de ellos volvieron después de 1959. Este desplazamiento y el retorno parcial de sus habitantes es la razón probable de la caída de la población entre 1946 y 1960. 
Todos los pobladores de Agios Epiphanios fueron desplazados en agosto de 1964, cuando el área estaba bajo ataque de las fuerzas irregulares grecochipriotas y el pueblo fue evacuado por UNFICYP. La mayoría de los turcochipriotas de Agios Epiphanios / Esendağ buscaron refugio en el enclave turcochipriota de Lefka / Lefke y se quedó allí hasta 1974. 
En la actualidad, al igual que muchos de los turcochipriotas desplazados de la década de 1960, los turcochipriotas de Aybifan / Esendağ se encuentran dispersas en el norte de la isla, varios en Pendageia / Yeşilyurt. El número de los turcochipriotas de Agios Epiphanios o Aybifan / Esendağ que fueron desplazados en enero de 1964 fue de 66.

## Población actual
El pueblo ha permanecido abandonado desde 1964; todas sus casas y edificios han sido arrasados. El pueblo también fue utilizado como campamento militar grecochipriota durante algún tiempo. 